# The Portal
Portal är ett bergspass i Antarktis. Det ligger i Östantarktis. Australien gör anspråk på området. Portal ligger 2 006 meter över havet.
Terrängen runt Portal är platt åt nordost, men åt sydväst är den kuperad. Trakten är obefolkad. Det finns inga samhällen i närheten. 